# トマシュ・ベルネル
トマシュ・ベルネル（チェコ語：Tomáš Verner, 1986年6月3日 - ）は、チェコ共和国の元フィギュアスケート選手（男子シングル）。他の日本語表記としてトマーシュ・ヴェルネルなど。
2006年トリノオリンピック、2010年バンクーバーオリンピック、2014年ソチオリンピックチェコ代表。2008年欧州選手権優勝。

## 人物
自他ともに認める日本びいき。東京で開催された2007年世界選手権のエキシビションでは、日の丸の入った鉢巻を巻いてピンク・パンサーを演じ、会場の笑いを誘った。2007-2008シーズンフリーのグリーン・デスティニーでは、「勇名トラ」と胸に書かれた衣装を着た。
4回転トウループと6種類の3回転ジャンプを跳ぶことができる。4回転は16歳から跳んでいる。
母国語であるチェコ語と英語、ドイツ語を流暢に話す事が出来る。また、ロシア語も少し話す事が出来る。
2010年にカレル大学を卒業。
選手引退後はアイスショー出演、テレビ解説、イジー・ベロラドスキー、マティアシュ・ベロラドスキーら後進のコーチ及び振付師、チェコの紳士服ブランドの広告モデル、テレビ番組の司会者として多彩に活躍している。

## 経歴
1986年6月3日、チェコスロバキア南ボヘミア州ピーセクで生まれる。5歳のとき、スケート場で見かけた女の子が気に入ったことがきっかけでフィギュアスケートを始めた。12歳から親元を離れ、練習拠点を求めてコーチとともに世界各国を渡り歩く。1999-2000シーズンよりISUジュニアグランプリに参戦。2001-2002シーズンに初めてチェコ選手権を制し、欧州選手権や世界選手権にも出場し始める。2005-2006シーズン、カールシェーファーメモリアルで優勝してトリノオリンピック出場枠を得る。2006年トリノオリンピックでは18位となった。
2006-2007シーズンからグランプリシリーズに参戦。欧州選手権で銀メダルを獲得し、世界選手権ではFSで2度の4回転トウループを決めて4位となる。2007-2008シーズン、フィンランディア杯で優勝。NHK杯では、SPの2つのステップでレベル4を獲得。FSも大きなミスなく終えて2位となり、グランプリシリーズで自身初の表彰台に立った。欧州選手権ではブライアン・ジュベールやステファン・ランビエールらを抑えて初優勝。世界選手権はFSでジャンプがほとんど決まらず15位に沈んだ。
2008-2009シーズン、初めてグランプリファイナルに駒を進めた。欧州選手権はFSで崩れて連覇を逃した。
2009-2010シーズン、スケートアメリカ期間中にH1N1亜型インフルエンザに罹ったことがきっかけで深刻な不振に陥る。グランプリファイナルはブライアン・ジュベールの出場辞退により繰り上がり出場し6位。バンクーバーオリンピックでは19位。世界選手権は8年ぶりに出場しなかった。
2010-2011シーズンよりコーチをロバート・エマーソンに変更し、拠点をカナダに移した。ロステレコム杯で自身初となるグランプリシリーズでの優勝を果たした。欧州選手権ではSP5位と出遅れたもののFSで2位と巻き返し、総合で3位となって3年ぶりに欧州選手権の表彰台に立つこととなった。
2011-2012シーズンは背中の故障の為、ロステレコム杯を欠場。国内選手権で復帰し優勝した。欧州選手権では、SPで3位に入るがFSでミスが重なり、5位に終わった。
2012-2013シーズンは欧州選手権は11位、世界選手権は21位と振るわない成績に終わった。シーズン終了後、3シーズンの間拠点にしていたトロントを去り、以前練習拠点にしていたオーベルストドルフのキャンプに参加。コーチをミヒャエル・フースに戻した。
2013-2014シーズン、オンドレイネペラトロフィー、ニース杯で連続優勝。前年までの三国に加えハンガリーを加えて初開催された四国選手権でも優勝した。欧州選手権ではSPで自己ベストを更新し3位、FSではジャンプのミスが相次ぎ、総合では7位となった。最後の試合として臨んだソチオリンピックでは11位となった。その後引退を撤回し、世界選手権へ出場する意向を示した。世界選手権ではSPで自己ベストを更新し4位となるも、FSでは大きく崩れ15位となったものの、スタンディングオベーションを受け、総合10位となった。

## 主な戦績

### 2004-2005シーズンから
| 大会/年            | 2004-05 | 2005-06 | 2006-07 | 2007-08 | 2008-09 | 2009-10 | 2010-11 | 2011-12 | 2012-13 | 2013-14 |
| ------------------ | ------- | ------- | ------- | ------- | ------- | ------- | ------- | ------- | ------- | ------- |
| 冬季オリンピック   |         | 18      |         |         |         | 19      |         |         |         | 11      |
| 世界選手権         | 16 QR   | 13      | 4       | 15      | 4       |         | 12      | 16      | 21      | 10      |
| 欧州選手権         |         | 10      | 2       | 1       | 6       | 10      | 3       | 5       | 11      | 7       |
| チェコ選手権       |         | 1       | 1       | 1       |         | 2       | 1       | 1       | 1       | 1       |
| GPファイナル       |         |         |         |         | 4       | 6       | 5       |         |         |         |
| GPスケートアメリカ |         |         |         |         |         | 5       |         |         | 8       |         |
| GPエリック杯       |         |         |         | 6       |         | 2       |         |         | 8       |         |
| GPNHK杯            |         |         |         | 2       |         |         |         | 5       |         |         |
| GPロシア杯         |         |         | 4       |         | 2       |         | 1       |         |         |         |
| GP中国杯           | 棄権    |         |         |         | 3       |         | 3       |         |         |         |
| GPスケートカナダ   |         |         | 5       |         |         |         |         |         |         |         |
| ニース杯           |         |         |         |         |         |         |         |         |         | 1       |
| ネペラ杯           |         | 3       |         |         |         |         |         |         | 3       | 1       |
| ネーベルホルン杯   |         | 3       | 1       | 3       | 4       |         |         |         | 6       |         |
| アイスチャレンジ   |         |         |         |         |         | 1       |         |         |         |         |
| フィンランディア杯 | 6       |         |         | 1       |         |         |         |         |         |         |
| シェーファー記念   | 1       | 2       |         | 3       |         |         |         |         |         |         |

### 2003-2004シーズンまで
| 大会/年              | 1999-00 | 2000-01 | 2001-02 | 2002-03 | 2003-04 |
| -------------------- | ------- | ------- | ------- | ------- | ------- |
| 世界選手権           |         |         | 26      | 22      | 19      |
| 欧州選手権           |         |         | 14      |         | 10      |
| チェコ選手権         |         | 2       | 1       | 1       | 1       |
| ボフロスト杯         |         |         |         |         | 6       |
| シェーファー記念     |         |         |         | 11      |         |
| 世界Jr.選手権        |         | 17      |         |         | 14      |
| JGPファイナル        |         |         |         | 7       | 6       |
| JGPチェコスケート    | 17      | 15      | 10      |         | 1       |
| JGPソフィア杯        |         |         |         |         | 2       |
| JGPトラパネーゼ杯    |         |         |         | 5       |         |
| JGP B.シュベルター杯 |         |         |         | 2       |         |
| JGPハーグ            |         |         | 4       |         |         |
| JGPバルト杯          |         | 11      |         |         |         |
| JGPクロアチア杯      | 14      |         |         |         |         |

### 詳細
| 2014-2015 シーズン |                                    |    |          |        |
| 開催日             | 大会名                             | SP | FS       | 結果   |
| 2014年10月4日      | 2014年ジャパンオープン（さいたま） | -  | 4 137.50 | 1 団体 |

| 2013-2014 シーズン    |                                                        |          |           |           |
| 開催日                | 大会名                                                 | SP       | FS        | 結果      |
| 2014年3月24日 - 30日  | 2014年世界フィギュアスケート選手権（さいたま）         | 4 89.08  | 15 134.06 | 10 223.14 |
| 2014年2月6日 - 22日   | ソチオリンピック（ソチ）                               | 13 81.09 | 12 151.90 | 11 232.99 |
| 2014年1月13日 - 19日  | 2014年ヨーロッパフィギュアスケート選手権（ブダペスト） | 3 83.51  | 8 140.15  | 7 223.66  |
| 2013年12月20日 - 22日 | 四国選手権（ブラチスラヴァ）                           | 1 85.22  | 1 152.18  | 1 237.40  |
| 2013年10月23日 - 27日 | 2013年ニース杯（ニース）                               | 1 83.58  | 1 166.21  | 1 249.79  |
| 2013年10月3日 - 5日   | 2013年オンドレイネペラトロフィー（ブラチスラヴァ）     | 2 80.53  | 1 161.92  | 1 242.45  |

| 2012-2013 シーズン    |                                                      |          |           |           |
| 開催日                | 大会名                                               | SP       | FS        | 結果      |
| 2013年3月10日 - 17日  | 2013年世界フィギュアスケート選手権（ロンドン）       | 17 68.05 | 22 112.45 | 21 180.50 |
| 2013年1月23日 - 27日  | 2013年ヨーロッパフィギュアスケート選手権（ザグレブ） | 9 68.99  | 19 108.42 | 11 177.41 |
| 2012年12月14日 - 16日 | 三国選手権（チェシン）                               | 1 78.40  | 1 151.15  | 1 229.55  |
| 2012年11月16日 - 18日 | ISUグランプリシリーズ エリック・ボンパール杯（パリ） | 9 57.40  | 8 124.32  | 8 181.72  |
| 2012年10月19日 - 21日 | ISUグランプリシリーズ スケートアメリカ（ケント）     | 9 58.79  | 6 138.57  | 8 197.36  |
| 2012年10月3日 - 7日   | 2012年オンドレイネペラトロフィー（ブラチスラヴァ）   | 2 71.23  | 4 123.68  | 3 194.91  |
| 2012年9月27日 - 29日  | 2012年ネーベルホルン杯（オーベルストドルフ）         | 10 60.69 | 5 139.29  | 6 199.98  |

| 2011-2012 シーズン     |                                                            |          |           |           |
| 開催日                 | 大会名                                                     | SP       | FS        | 結果      |
| 2012年3月26日 - 4月1日 | 2012年世界フィギュアスケート選手権（ニース）               | 14 70.38 | 17 140.28 | 16 210.66 |
| 2012年1月23日 - 29日   | 2012年ヨーロッパフィギュアスケート選手権（シェフィールド） | 3 81.14  | 6 144.22  | 5 225.36  |
| 2011年12月15日 - 16日  | 三国選手権（オストラヴァ）                                 | 2 70.45  | 1 156.32  | 1 226.77  |
| 2011年11月11日 - 13日  | ISUグランプリシリーズ NHK杯（札幌）                        | 9 62.96  | 5 133.67  | 5 196.63  |

| 2010-2011 シーズン     |                                                    |         |           |           |
| 開催日                 | 大会名                                             | SP      | FS        | 結果      |
| 2011年4月24日 - 5月1日 | 2011年世界フィギュアスケート選手権（モスクワ）     | 8 75.94 | 13 140.93 | 12 216.87 |
| 2011年1月24日 - 30日   | 2011年ヨーロッパフィギュアスケート選手権（ベルン） | 5 72.91 | 2 149.69  | 3 222.60  |
| 2010年12月16日 - 18日  | 三国選手権（ジリナ）                               | 1 74.83 | 1 146.37  | 1 221.20  |
| 2010年12月9日 - 12日   | 2010/2011 ISUグランプリファイナル（北京）          | 5 65.37 | 4 148.27  | 5 213.64  |
| 2010年11月22日 - 24日  | ISUグランプリシリーズ ロシア杯（モスクワ）         | 3 74.10 | 1 156.21  | 1 230.31  |
| 2010年11月5日 - 7日    | ISUグランプリシリーズ 中国杯（北京）               | 3 70.31 | 3 144.50  | 3 214.81  |

| 2009-2010 シーズン       |                                                            |          |           |            |
| 開催日                   | 大会名                                                     | SP       | FS        | 結果       |
| 2010年2月12日 - 28日     | バンクーバーオリンピック（バンクーバー）                   | 19 65.32 | 17 119.42 | 19 184.74  |
| 2010年1月18日 - 24日     | 2010年ヨーロッパフィギュアスケート選手権（タリン）         | 8 72.75  | 10 130.43 | 10 203.18  |
| 2009年12月19日 - 20日    | 三国選手権（チェシン）                                     | 2 62.39  | 2 140.82  | 2 203.21   |
| 2009年12月3日 - 6日      | 2009/2010 ISUグランプリファイナル（東京）                  | 6 70.17  | 6 122.15  | 6 192.32   |
| 2009年11月12日 - 15日    | ISUグランプリシリーズ スケートアメリカ（レークプラシッド） | 11 55.90 | 3 138.16  | 5 194.06   |
| 2009年10月28日 - 11月1日 | （2009年アイスチャレンジ）                                 | 201.80 1 | 72.50 1   | グラーツ 1 |
| 2009年10月15日 - 18日    | （ISUグランプリシリーズ エリック・ボンパール杯）           | 229.96 1 | 81.00 2   | パリ 2     |

| 2008-2009 シーズン    |                                                        |         |          |          |
| 開催日                | 大会名                                                 | SP      | FS       | 結果     |
| 2009年3月23日 - 29日  | 2009年世界フィギュアスケート選手権（ロサンゼルス）     | 4 80.36 | 4 151.57 | 4 231.71 |
| 2009年1月19日 - 25日  | 2009年ヨーロッパフィギュアスケート選手権（ヘルシンキ） | 2 81.45 | 7 126.53 | 6 207.98 |
| 2008年12月19日 - 20日 | 三国選手権（チェシン）                                 | 2 62.39 | 2 140.82 | 2 203.21 |
| 2008年12月10日 - 14日 | 2008/2009 ISUグランプリファイナル（高陽）              | 5 69.34 | 4 137.31 | 4 206.65 |
| 2008年11月20日 - 23日 | ISUグランプリシリーズ ロシア杯（モスクワ）             | 2 73.20 | 1 149.74 | 2 222.94 |
| 2008年11月6日 - 9日   | ISUグランプリシリーズ 中国杯（北京）                   | 4 65.55 | 3 139.93 | 3 205.48 |
| 2008年10月14日 - 17日 | 2008年カールシェーファーメモリアル（ウィーン）         | 3 62.19 | 2 134.47 | 3 196.66 |
| 2008年9月25日 - 28日  | 2008年ネーベルホルン杯（オーベルストドルフ）           | 3 70.65 | 4 126.73 | 4 197.38 |

| 2007-2008 シーズン       |                                                      |         |           |           |
| 開催日                   | 大会名                                               | SP      | FS        | 結果      |
| 2008年3月17日 - 23日     | 2008年世界フィギュアスケート選手権（ヨーテボリ）     | 4 79.87 | 20 112.07 | 15 191.94 |
| 2008年1月21日 - 27日     | 2008年ヨーロッパフィギュアスケート選手権（ザグレブ） | 1 79.03 | 1 153.64  | 1 232.67  |
| 2007年11月29日 - 12月2日 | ISUグランプリシリーズ NHK杯（仙台）                  | 1 78.15 | 2 151.30  | 2 229.45  |
| 2007年11月15日 - 18日    | ISUグランプリシリーズ エリック・ボンパール杯（パリ） | 8 57.23 | 6 132.14  | 6 189.37  |
| 2007年10月12日 - 14日    | 2007年フィンランディア杯（ヴァンター）               | 1 67.90 | 2 121.16  | 1 189.06  |
| 2007年9月27日 - 30日     | 2007年ネーベルホルン杯（オーベルストドルフ）         | 1 73.11 | 9 105.39  | 3 178.50  |

| 2006-2007 シーズン      |                                                        |         |          |          |
| 開催日                  | 大会名                                                 | SP      | FS       | 結果     |
| 2007年3月19日 - 25日    | 2007年世界フィギュアスケート選手権（東京）             | 9 70.45 | 4 155.80 | 4 240.85 |
| 2007年1月22日 - 28日    | 2007年ヨーロッパフィギュアスケート選手権（ワルシャワ） | 1 76.56 | 3 136.13 | 2 212.69 |
| 2006年11月23日 - 26日   | ISUグランプリシリーズ ロシア杯（モスクワ）             | 6 64.45 | 3 122.05 | 4 237.83 |
| 2006年11月2日 - 5日     | ISUグランプリシリーズ スケートカナダ（ビクトリア）     | 3 71.30 | 5 120.85 | 5 192.15 |
| 2006年10月11日 - 14日   | 2006年カールシェーファーメモリアル（ウィーン）         | 1 62.57 | 4 108.27 | 2 170.84 |
| 2006年9月28日 - 10月1日 | 2006年ネーベルホルン杯（オーベルストドルフ）           | 1 61.46 | 1 133.00 | 1 194.46 |

| 2005-2006 シーズン    |                                                    |         |          |           |           |
| 開催日                | 大会名                                             | 予選    | SP       | FS        | 結果      |
| 2006年3月19日-26日    | 2006年世界フィギュアスケート選手権（カルガリー）   | 7 30.28 | 11 67.05 | 14 124.50 | 13 221.83 |
| 2006年2月10日-26日    | トリノオリンピック（トリノ）                       | -       | 22 59.71 | 15 120.36 | 18 180.07 |
| 2006年1月16日-22日    | 2006年ヨーロッパフィギュアスケート選手権（リヨン） | -       | 7 66.13  | 14 112.13 | 10 178.26 |
| 2005年10月12日-16日   | 2005年カールシェーファーメモリアル（ウィーン）     | -       | 2 54.04  | 1 120.06  | 1 174.10  |
| 2005年9月29日-10月2日 | 2005年ネーベルホルン杯（オーベルストドルフ）       | -       | 5 57.04  | 2 114.76  | 3 171.80  |
| 2005年9月22日-25日    | 2005年オンドレイネペラメモリアル（ブラチスラヴァ） | -       | 4 58.65  | 4 99.86   | 3 158.51  |

| 2004-2005 シーズン  |                                                |          |          |    |      |
| 開催日              | 大会名                                         | 予選     | SP       | FS | 結果 |
| 2005年3月14日-20日  | 2005年世界フィギュアスケート選手権（モスクワ） | 16 23.94 | -        | -  | -    |
| 2004年11月11日-14日 | ISUグランプリシリーズ 中国杯（北京）           | -        | 11 40.32 | -  | 棄権 |
| 2004年10月9日-10日  | 2004年フィンランディア杯（ヘルシンキ）         | -        | 9        | 6  | 6    |

| 2003-2004 シーズン   |                                                        |      |    |    |      |
| 開催日               | 大会名                                                 | 予選 | SP | FS | 結果 |
| 2004年3月22日-28日   | 2004年世界フィギュアスケート選手権（ドルトムント）     | 13   | 20 | 19 | 19   |
| 2004年2月29日-3月7日 | 2004年世界ジュニアフィギュアスケート選手権（ハーグ）   | 4    | 12 | 15 | 14   |
| 2004年2月2日-8日     | 2004年ヨーロッパフィギュアスケート選手権（ブダペスト） | 10   | 10 | 10 | 10   |
| 2003年12月11日-14日  | 2003/2004 ISUジュニアグランプリファイナル（マルメ）    | -    | 7  | 5  | 6    |
| 2003年10月2日-5日    | ISUジュニアグランプリ チェコスケート（オストラヴァ）   | -    | 3  | 1  | 1    |
| 2003年9月11日-13日   | ISUジュニアグランプリ ソフィア杯（ソフィア）           | -    | 2  | 2  | 2    |

| 2002-2003 シーズン     |                                                                |      |    |    |      |
| 開催日                 | 大会名                                                         | 予選 | SP | FS | 結果 |
| 2003年3月24日-30日     | 2003年世界フィギュアスケート選手権（ワシントンD.C.）           | 10   | 20 | 21 | 22   |
| 2002年12月12日-15日    | 2002/2003 ISUジュニアグランプリファイナル（ハーグ）            | -    | 8  | 7  | 7    |
| 2002年10月31日-11月3日 | ISUジュニアグランプリ トラパネーゼ杯（ミラノ）                 | -    | 8  | 4  | 5    |
| 2002年10月15日-19日    | 2002年カールシェーファーメモリアル（ウィーン）                 | -    | 13 | 11 | 11   |
| 2002年10月10日-13日    | ISUジュニアグランプリ ブラオエン・シュベルター杯（ケムニッツ） | -    | 2  | 2  | 2    |
| 2002年9月4日-7日       | 2002年ネーベルホルン杯（オーベルストドルフ）                   | -    | 13 | 11 | 11   |

| 2001-2002 シーズン  |                                                        |      |    |    |      |
| 開催日              | 大会名                                                 | 予選 | SP | FS | 結果 |
| 2002年3月16日-24日  | 2002年世界フィギュアスケート選手権（長野）             | 15   | 26 | -  | 26   |
| 2002年1月14日-19日  | 2002年ヨーロッパフィギュアスケート選手権（ローザンヌ） | 8    | 17 | 14 | 14   |
| 2001年10月25日-28日 | ISUジュニアグランプリ ハーグ（ハーグ）                 | -    | 3  | 5  | 4    |
| 2001年10月10日-13日 | 2001年カールシェーファーメモリアル（ウィーン）         | -    | 12 | 8  | 9    |
| 2001年9月26日-29日  | ISUジュニアグランプリ チェコスケート（オストラヴァ）   | -    | 9  | 11 | 10   |
| 2001年9月4日-7日    | 2001年ネーベルホルン杯（オーベルストドルフ）           | -    | 13 | 17 | 15   |

| 2000-2001 シーズン   |                                                        |      |    |    |      |
| 開催日               | 大会名                                                 | 予選 | SP | FS | 結果 |
| 2001年2月26日-3月2日 | 2001年世界ジュニアフィギュアスケート選手権（ソフィア） | 4    | 12 | 23 | 17   |
| 2000年10月26日-29日  | ISUジュニアグランプリ バルト杯（グダニスク）           | -    | 13 | 10 | 11   |
| 2000年10月19日-22日  | ISUジュニアグランプリ チェコスケート（オストラヴァ）   | -    | 22 | 11 | 15   |

| 1999-2000 シーズン   |                                                      |    |    |      |
| 開催日               | 大会名                                               | SP | FS | 結果 |
| 1999年10月6日 - 10日 | ISUジュニアグランプリ チェコスケート（オストラヴァ） | 19 | 17 | 17   |
| 1999年9月22日 - 26日 | ISUジュニアグランプリ クロアチア杯（ザグレブ）       | 12 | 14 | 14   |

## プログラム使用曲
| シーズン  | SP                                                                                               | FS | EX                                                                                        |
| --------- | ------------------------------------------------------------------------------------------------ | --- | ----------------------------------------------------------------------------------------- |
| 2013-2014 | Dueling Banjos 映画『脱出』より 作曲：アーサー・スミス 振付：ローリー・ニコル                    | オブビリオン 作曲：アストル・ピアソラ ラ・クンパルシータ 作曲：ヘラルド・マトス・ロドリゲス アディオス・ノニーノ 作曲：アストル・ピアソラ リベルタンゴ 作曲：アストル・ピアソラ 振付：ローリー・ニコル            | ニューヨーク・ニューヨーク ボーカル：フランク・シナトラSexy And I Know It by LMFAO        |
| 2012-2013 | 映画『ドラキュラ』サウンドトラックより 作曲：ヴォイチェフ・キラール 振付：デヴィッド・ウィルソン | スイングしなけりゃ意味ないね 演奏：デューク・エリントン、ルイ・アームストロング シング・シング・シング 作曲：ルイ・プリマ ばら色の人生 作曲：ルイ・グリェーミ 演奏：ルイ・アームストロング 振付：ローリー・ニコル | Sexy And I Know It by LMFAO                                                               |
| 2011-2012 | カルミナ・ブラーナ（ヒップホップ・バージョン） 作曲：カール・オルフ 振付：パスカーレ・カメレンゴ | シング・シング・シング 作曲：ルイ・プリマ ばら色の人生 作曲：ルイ・グリェーミ 振付：ローリー・ニコル | Sexy And I Know It by LMFAO                                                               |
| 2010-2011 | 映画『雨に唄えば』より 作曲：ナシオ・ハーブ・ブラウン 振付：パスカーレ・カメレンゴ               | マイケル・ジャクソンメドレー 振付：パスカーレ・カメレンゴ | Always Look on the Bright Side of Life 曲：モンティ・パイソン                             |
| 2009-2010 | 映画『その男ゾルバ』サウンドトラックより 作曲：ミキス・テオドラキス                              | 映画『ゴッドファーザー』サウンドトラックより 作曲：ニーノ・ロータ、カーマイン・コッポラ | マイケル・ジャクソンメドレーAlways Look on the Bright Side of Life 曲：モンティ・パイソン |
| 2008-2009 | たそがれのメロディ ジプシースイング 作曲：ジャンゴ・ラインハルト 振付：ローリー・ニコル          | オブビリオン 作曲：アストル・ピアソラ ラ・クンパルシータ 作曲：ヘラルド・マトス・ロドリゲス アディオス・ノニーノ 作曲：アストル・ピアソラ リベルタンゴ 作曲：アストル・ピアソラ 振付：ローリー・ニコル            | マイケル・ジャクソンメドレー                                                              |
| 2007-2008 | たそがれのメロディ ジプシースイング 作曲：ジャンゴ・ラインハルト 振付：ローリー・ニコル          | 映画『グリーン・デスティニー』より 作曲：譚盾 | ボラーレ ジプシー・キングス                                                               |
| 2006-2007 | トッカータとフーガ 演奏：ヴァネッサ・メイ                                                        | Fundamentum 作曲：Lesiëm 映画『レクイエム・フォー・ドリーム』より 作曲：クリント・マンセル | 映画『ピンク・パンサー』より 作曲：ヘンリー・マンシーニ                                   |
| 2005-2006 | ブルース                                                                                         | Fundamentum 作曲：Lesiëm 映画『レクイエム・フォー・ドリーム』より 作曲：クリント・マンセル | Rockaria                                                                                  |
| 2004-2005 | ブルース                                                                                         | ローレライ Noche de Mi Amor 作曲：ラウル・ディ・ブラシオ PS1491 作曲：ジョン・テッシュ | Rockaria                                                                                  |
| 2003-2004 | New classical melody 演奏：ボストン交響楽団                                                      | ローレライ Noche de Mi Amor 作曲：ラウル・ディ・ブラシオ PS1491 作曲：ジョン・テッシュ | Rockaria                                                                                  |
| 2002-2003 | New classical melody 演奏：ボストン交響楽団                                                      | ワン・マンズ・ドリーム | Rockaria                                                                                  |
| 2001-2002 | Victory 作曲：ボンド                                                                             | ワン・マンズ・ドリーム | -                                                                                         |